# 平野裕志朗
平野 裕志朗（ひらの ゆうしろう、1995年8月18日 -）は、北海道苫小牧市出身のプロアイスホッケー選手。ポジションはフォワード。ドイツ・アイスホッケーリーガ2(DEL2)のクレーフェルト・ピングーイネに所属している。

## 来歴
白樺学園高校卒業後、アジアリーグアイスホッケーの東北フリーブレイズに加入。
海外挑戦制度を利用して1年目からスウェーデンにあるジュニアリーグ(J20 SuperElit)のU-20のティングスリュードAIFに所属。
2015年にナショナルホッケーリーグ(NHL)のシカゴ・ブラックホークスのルーキーキャンプに参加した。同年より日本代表にも選出され、世界選手権やオリンピック予選にも出場。
2016年にはNHLのサンノゼ・シャークスのルーキーキャンプに参加した。
2018-19シーズン、北米の3部に相当するイーストコースト・ホッケー・リーグ(ECHL)のウィーリング・ネイラーズで67試合に出場し、19ゴール38アシストを記録。2019年1月、北米の2部に相当するアメリカン・ホッケー・リーグ(AHL)のウィルクス・バリ・スクラントン・ペンギンズと契約。1試合に出場し、1アシストを記録した。日本生まれの選手としてAHLで初めてのポイントとなった。
2020年9月14日にECHL開幕までの期限付きでアジアリーグアイスホッケーに新規参入した横浜GRITSに加入した。
2020年11月18日にECHLのシンシナティ・サイクロンズと契約した。しかし、サイクロンズがCOVID-19の影響でリーグ不参加を決めたため、一転して12月28日に横浜との契約を3月末まで延長した。
2021年5月28日に海外挑戦の意思を尊重されて契約満了で退団した。
8月16日に期限付きで再度GRITSに加入した。9月16日に海外への移籍が決定し、ECHLからサイクロンズと契約を結んだことが発表された。10月21日に出国した。
2022年1月6日にAHLのアボッツフォード・カナックスに昇格した。2019年の初ポイントに続き、日本生まれの選手としてAHLで初ゴールとなった。
2022年7月20日にカナックスとAHLとECHLのツーウェイ・コントラクトを結んだ。9月21日にカナックスのトレーニング・キャンプのロースターに選ばれたことが発表され、9月27日にカナックスのプレシーズンのロースターに選ばれ、アボッツフォードに参加することが発表された。2023年1月23日にアボッツフォードからサイクロンズに配属された。
2023年7月10日にAHLのユティカ・コメッツとツーウェイ・コントラクトで契約を結んだ。

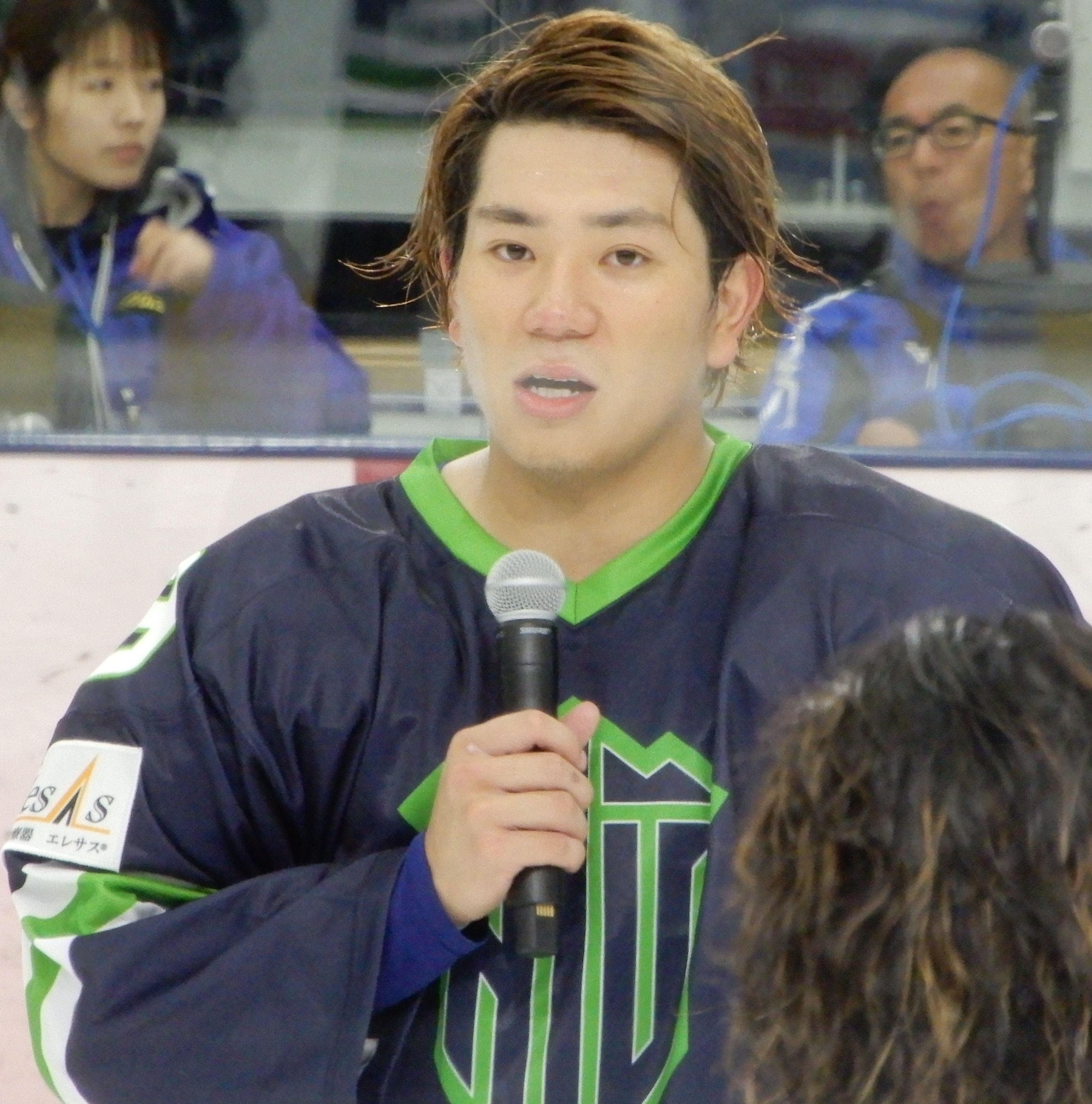
古巣GRITSと北海道ワイルズの交流戦に参加した際の平野
2023年9月17日、新横浜スケートセンターにて

シーズン開幕前の9月14日に古巣GRITSと北海道ワイルズの交流戦にワイルズの選手として9月17日の第2戦に参加することが発表された。開幕はECHLのアディロンダック・サンダーで迎えた。シーズン中の2024年1月29日にハンガリーのブダペストで開催されたミラノ・コルティナダンペッツォオリンピックの3次予選と事前合宿の参加メンバーに選出された。
オフの2024年7月1日に地元のnepiaアイスアリーナでのアイスホッケー男子日本代表の代表選考合宿に招集された。
2024年7月15日にICEホッケーリーグのHCインスブルックと契約を結んだ。シーズン開幕前の8月1日にデンマークのオールボーで開催されるミラノ・コルティナダンペッツォオリンピックの最終予選と事前合宿の日本代表に選出された。2025年1月27日にドイツ・アイスホッケーリーガ2(DEL2)のクレーフェルト・ピングーイネへ移籍した。

## 人物
YouTubeアカウントを所有しており、積極的に情報発信を行なっている。

## 詳細情報

### 代表歴
- 2026年ミラノ・コルティナダンペッツォオリンピック3次予選日本代表（2024年）
- 2026年ミラノ・コルティナダンペッツォオリンピック最終予選日本代表（2024年）